# Iso Jalmajärvi
Iso Jalmajärvi och Pieni Jalmajärvi, eller Jalmanjärvet är sjöar i Finland. De ligger i kommunen Kuusamo i landskapet Norra Österbotten, i den nordöstra delen av landet, 700 km norr om huvudstaden Helsingfors. Iso Jalmajärvi ligger 258,9 meter över havet. Den är 4,41 meter djup. Arean är 1,29 kvadratkilometer och strandlinjen är 8,24 kilometer lång. Sjön  ingår i Kems huvudavrinningsområde. 